# Сент Хеленс (вулкан)
Сент Хеленс (енгл. Mount St. Helens) активни је стратовулкан смештен у југозапоадном делу америчке савезне државе Вашингтон (округ Скаманија) и део је планинског ланца Каскадских планина. налази се на око 154 км јужно од града Сијетла, односно на око 80 км североисточно од града Портланда (савезна држава Орегон). Планина Сент Хеленс је добила име по британском дипломати Лорду од Сент Хеленса, који је био и велики пријатељ истраживача Џорџа Ванкувера, а који је истраживао поменуту област крајем 18. века.
Сент Хеленс је напознатији по катастрофалној ерупцији која се десила 18. маја 1980. у 08:32 часова по локалном времену када је изненада дошло до страховите експлозије на врху планине која се сматрала угашеним вулканом. Била је то најсмртоноснија и економски најдеструктивнија вулканска ерупција у историји Сједињених Држава. Погинуло је педесет седам људи. Уништено је 200 кућа, 47 мостова, 15 mi (24 km) железничке пруге и 185 mi (298 km) пута. Огромна лавина дебриса, изазвана земљотресом магнитуде 5,1, изазвала је бочну ерупцију која је смањила надморску висину врха планине са 9.677 ft (2.950 m) на 8.363 ft (2.549 m), остављајући 1 mi (1,6 km) широки кратер у облику потковице. Лавина крхотина била је запремине 0,6 cu mi (2,5 km3). Ерупција 1980. пореметила је копнене екосистеме у близини вулкана. Насупрот томе, водени екосистеми у овој области су имали велике користи од количине пепела, омогућавајући животу да се брзо размножава. Шест година након ерупције, већина језера у овој области вратила се у своје нормално стање.
Након ерупције из 1980. године, вулкан је доживео континуирану вулканску активност до 2008. Геолози предвиђају да ће будуће ерупције бити деструктивније, јер конфигурација купола лаве захтева већи притисак за ерупцију. Међутим, планина Ст. Хеленс је популарно место за планинарење и на њу се људи пењу током целе године. Године 1982. председник Роналд Реган и Конгрес САД су установили Национални вулкански споменик планина Ст. Хеленс.

## Географска поставка и опис
Вулкан се налази у Каскадским планинама и део је Каскадског вулканског лука, иначе саставног дела Ватреног појаса Пацифика, у ком се налази више од 160 активних вулкана.
Планина Сент Хеленс је као и велика већина вулкана у овом појасу велика еруптивна купа састављена од окамењене лаве са међуслојевима пепела, пловућца и других депозита. У основи планине леже базалтно- андезитни слојеви уз постојање неколико интрузија од дацита кроз које је избијала лава.
Вулкан који је од 1857. био у стању мировања, почео је да показује знаке активности почетком 1980-их, када је магматска активност у унутрашњости планине појачала притисак и довела до постепеног издизања планине, стварајући избочење са северне стране (планина је расла и до 150 cm дневно).
Вулканска активност је кулминирала 18. маја 1980. у 20:32 часова по локалном времену. Самој ерупцији претходио је земљотрес магнитуде 5° степени што је довело до настанка клизишта у којем је са северне стране планине ка реци Тутл склизнуло око 2 км³ стена. Врели вулкански гасови и паре еруптирали су хоризонтално кроз новонастале пукотине, уништавајући околни простор у пречнику од 28 км.
Истовремено, врели облак стакластог пепела и смрвљених стена избачен је у атмосферу, након чега је дошло до изливања лаве на површину. Око 400 милиона тона паре и прашине завршило је у атмосфери.
Са опустошеног подручја спасилачке патроле су касније пронашле и спасиле 198 људи, а 57 особа је смртно страдало или је проглашено несталим.
Око 300 домова уз реку Тутл је сравњено са земљом или је јако оштећено поплавама и муљним токовима отопљених глечера. Вулкански пепео је захватио фармерска подручја далеко на истоку, прекривајући поља и оранице, блокирајући саобраћај и оставаљајући за собом слику спаљеног подручја. Током ерупције у потпуности је уништен планински врх, а надморска висина планине је са 2.950 м смањена на 2.550 м (за 400 метара).

### Кратерски глечер и други нови стеновити глечери
Током зиме 1980–1981, појавио се нови глечер. Сада званично назван глечер Кратер, раније је био познат као глечер Тулуцон. Засенчен зидовима кратера и храњен обилним снежним падавинама и поновљеним снежним лавинама, брзо је растао (14 ft (4,3 m) годишње у дебљини). До 2004. покривао је око 0,36 sq mi (0,93 km2), а куполом је био подељен на западни и источни режањ. Типично, до касног лета, глечер изгледа мрачно од пада камења са зидова кратера и пепела од ерупција. Од 2006. године, лед је имао просечну дебљину од 300 ft (100 m) и максимум од 650 ft (200 m), што је скоро једнако дубоко као много старији и већи Угљенични глечер на планини Рејниер. Сав лед је од после 1980. године, што чини глечер веома младим геолошки. Међутим, запремина новог глечера је отприлике иста као и сви глечери пре 1980. заједно.
Од 2004. године, вулканска активност је гурнула у страну режњеве глечера и подигла их растом нових вулканских купола. Површина глечера, некада углавном без пукотина, претворила се у хаотичну гомилу ледопада испресецаних пукотинама и сантама изазваним померањем дна кратера.. Нове куполе су скоро раздвојиле глечер Кратер на источни и западни режањ. Упркос вулканској активности, крајеви глечера су и даље напредовали, са благим напретком на западном режњу и значајнијим напретком у засењенијем источном режњу. Због напредовања, два режња глечера су се спојила крајем маја 2008. и тако глечер у потпуности окружује куполе од лаве. Поред тога, од 2004. године, нови глечери су се формирали на зиду кратера изнад глечера Кратер који напаја камење и лед на његову површину испод; постоје два камена глечера северно од источног дела глечера Кратер.

### Клима
| Клима врха планине Св. Хелена 1991-2020 | Клима врха планине Св. Хелена 1991-2020 | Клима врха планине Св. Хелена 1991-2020 | Клима врха планине Св. Хелена 1991-2020 | Клима врха планине Св. Хелена 1991-2020 | Клима врха планине Св. Хелена 1991-2020 | Клима врха планине Св. Хелена 1991-2020 | Клима врха планине Св. Хелена 1991-2020 | Клима врха планине Св. Хелена 1991-2020 | Клима врха планине Св. Хелена 1991-2020 | Клима врха планине Св. Хелена 1991-2020 | Клима врха планине Св. Хелена 1991-2020 | Клима врха планине Св. Хелена 1991-2020 | Клима врха планине Св. Хелена 1991-2020 |
| Показатељ \ Месец                       | .Јан.                                   | .Феб.                                   | .Мар.                                   | .Апр.                                   | .Мај.                                   | .Јун.                                   | .Јул.                                   | .Авг.                                   | .Сеп.                                   | .Окт.                                   | .Нов.                                   | .Дец.                                   | .Год.                                   |
| --------------------------------------- | --------------------------------------- | --------------------------------------- | --------------------------------------- | --------------------------------------- | --------------------------------------- | --------------------------------------- | --------------------------------------- | --------------------------------------- | --------------------------------------- | --------------------------------------- | --------------------------------------- | --------------------------------------- | --------------------------------------- |
| Максимум, °C (°F)                       | −1,1 (30,0)                             | −1,4 (29,4)                             | −1,1 (30,1)                             | 0,9 (33,7)                              | 5,7 (42,3)                              | 9,3 (48,8)                              | 15,4 (59,7)                             | 15,7 (60,2)                             | 12,8 (55,1)                             | 6,9 (44,5)                              | 0,6 (33,0)                              | −1,9 (28,6)                             | 5,2 (41,3)                              |
| Просек, °C (°F)                         | −3,8 (25,1)                             | −4,9 (23,2)                             | −5,1 (22,9)                             | −3,7 (25,4)                             | 0,5 (32,9)                              | 3,7 (38,7)                              | 8,9 (48,1)                              | 9,2 (48,6)                              | 6,8 (44,3)                              | 2,1 (35,8)                              | −2,4 (27,6)                             | −4,5 (23,9)                             | 0,6 (33,0)                              |
| Минимум, °C (°F)                        | −6,6 (20,2)                             | −8,3 (17,0)                             | −9,1 (15,7)                             | −8,2 (17,2)                             | −4,8 (23,4)                             | −1,9 (28,6)                             | 2,5 (36,5)                              | 2,8 (37,1)                              | 0,8 (33,4)                              | −2,7 (27,2)                             | −5,4 (22,2)                             | −7,2 (19,1)                             | −4 (24,8)                               |
| Количина падавинаmm (in)                | 685,8 (27,00)                           | 533,7 (21,01)                           | 613,9 (24,17)                           | 421,9 (16,61)                           | 234,4 (9,23)                            | 191 (7,52)                              | 52,6 (2,07)                             | 90,2 (3,55)                             | 198,4 (7,81)                            | 525,3 (20,68)                           | 784,4 (30,88)                           | 761,7 (29,99)                           | 5.093,2 (200,52)                        |
| Извор: PRISM Climate Group              |                                         |                                         |                                         |                                         |                                         |                                         |                                         |                                         |                                         |                                         |                                         |                                         |                                         |